# Bökemåla naturreservat
Bökemåla är ett naturreservat i Åryds socken i Karlshamns kommun i Blekinge.
Reservatet bildades 2001 och omfattar 72 hektar. Det är beläget 20 km norr om Hällaryd och gränsar i söder mot Ällsjön. Området är ett småkuperat moränlandskap med naturskogar som består av tall, barrblandskogar samt bokdominerad lövskog.
Där finns en mosaik av mindre trädbevuxna myrar samt en liten sjö med gungflyn. Marken är en bitvis blockig morän med flera sumpskogar i svackorna.
Fågellivet är rikt och där förekommer arter som är särskilt skyddsvärda, tjäder, järpe, spillkråka, pärluggla och storlom.
Tre mindre områden med husgrunder efter torp eller gårdar vittnar om att området varit bebott. Där finns även stenmurar, odlingsrösen, en fägata, rester efter kallmurade eldstäder samt en tjärdal.
Där finns även rester av utdikningar och torvtäkt.
Naturreservatet ingår i EU:s ekologiska nätverk, Natura 2000.